# Tom Dan-Bergman
Tom Dan-Bergman (7 de marzo de 1925 - 19 de febrero de 2009) fue un actor y director teatral de nacionalidad sueca.

## Biografía
Nacido en Estocolmo, Suecia, debutó en el cine en 1952 con la película de Lars-Eric Kjellgren Flyg-Bom, actuando en un total de seis largometrajes. Tras trabajar en el Lilla teatern de Helsinki, en el Riksteatern y en el Nya teatern, entre 1958 y 1972 fue contratado como director en el Biograf Edison de Estocolmo. 
Tom Dan-Bergman falleció en Helsingborg, Suecia, en el año 2009. Había estado casado desde 1953 con la actriz Brita Billsten.

## Filmografía
- 1952 : Flyg-Bom
- 1955 : Emma och hennes Karl
- 1957 : Gäst i eget hus
- 1957 : Som man bäddar...
- 1957 : Gårdarna runt sjön
- 1958 : Du är mitt äventyr
- 1973 : Hem till byn (TV)

## Teatro (selección)

### Actor
- 1956 : Min fru på drift, de Noël Coward, dirección de Per-Axel Branner, Lisebergsteatern
- 1958 : La telaraña, de Agatha Christie, dirección de Gösta Cederlund, Biograf Edison

### Director
- 1960 : Dagdrömmaren, de Robert Bolt, Biograf Edison
- 1960 : Om tobakens skadlighet, de Antón Chéjov, Biograf Edison
- 1960 : Fällan, de Robert Thomas, Biograf Edison
- 1961 : Tokan, de Marcel Achard, Biograf Edison[2]
- 1961 : Fantasticks, de Tom Jones y Harvey Schmidt, Biograf Edison, dirección junto a Jackie Söderman
- 1964 : Match, de Michel Fermaud, Biograf Edison